# Merogomphus torpens
Merogomphus torpens – gatunek ważki z rodziny gadziogłówkowatych (Gomphidae). Występuje w Chinach; stwierdzony w prowincji Syczuan.